# Kramkówka Mała
Kramkówka Mała (em polonês/polaco: Kramkówka Mała; em russo: Крамкувка-Мала, transl. Kramkówka Mała) é uma aldeia localizada no distrito administrativo de comuna de Goniąd, no condado de  Mońki, na voivodia da Podláquia, no nordeste da Polônia. Está aproximadamente 7 quilômetros a sudoeste de Goniądz, 7 quilômetros a oeste de Mońki e 47 quilômetros a sul da capital regional, Białystok.